# Celon (Frankrijk)
Celon is een gemeente in het Franse departement Indre (regio Centre-Val de Loire) en telt 408 inwoners (2015). De plaats maakt deel uit van het arrondissement Châteauroux.

## Geografie
De oppervlakte van Celon bedraagt 16,8 km², de bevolkingsdichtheid is 22,4 inwoners per km².
De onderstaande kaart toont de ligging van Celon (Frankrijk) met de belangrijkste infrastructuur en aangrenzende gemeenten.

## Demografie
Onderstaande figuur toont het verloop van het inwonertal (bron: INSEE-tellingen).